# جین پسین(۱۶۱۶-۱۶۳۶)
جین پسین(۱۷ فوریه ۱۶۱۶–۱۵ مه ۱۶۳۶) که رسماً به عنوان جین یا جین بزرگ شناخته می‌شود، یک دودمان سلطنتی چین به رهبری جورچن‌ها و یک خانات بود که توسط خاندان آیسین-گیورو در منچوری اداره می‌شد، به عنوان پیشا پیشروی سلسله چینگ بعدی در سال۱۶۱۶ توسط نورهاچی رئیس قبایل جورچن پس از اتحاد مجدد قبایل جورچن تأسیس شد. نام این دودمان از سلسله جین اولیه گرفته شده است که توسط قبیله وانیان تأسیس شد که در قرن‌های ۱۲ و ۱۳ بر شمال چین حکومت می‌کرد.
در سال ۱۶۳۵، سلسله یوان شمالی تحت رهبری اژه ای خان رسماً تسلیم جین پسین شد. سال بعد، هونگ تایجی رسماً این قلمرو را به «چینگ بزرگ» تغییر نام داد و بدین ترتیب آغاز سلسله چینگ را رقم زد. در طول گذار مینگ به چینگ، چینگ دودمان شون به رهبری لی زیچنگ و مدعیان و وفاداران مینگ جنوبی را فتح کرد و تا زمانی که انقلاب ۱۹۱۱ جمهوری چین را تأسیس کرد، بر امپراتوری متشکل از تمام چین حکومت کردند که تا تبت، منچوری، مغولستان، سین کیانگ و تایوان امتداد داشت.

## نام
مورخان بحث می‌کنند که آیا نام رسمی چینی ایالت «جین» (金، جین)، «جین بعدی» (後金، هو جین)، یا هر دو بوده است. یا آن را به عنوان ادامه یا جانشین سلسله جین به رهبری جورچن که توسط قبیله وانیان در سال ۱۱۱۵ تأسیس شد، توصیف می‌کنند. شکل منچویی این نام ᡳ᠌ᠰᡳᠨ ᡤᡠᡵᡠᠨ (آیسین گورون) بود.

## تاریخچه

### ظهور جورچن‌ها جیانگژو
مردم جورچن به‌طور سنتی در منچوری زندگی می‌کردند و سپس به سه قبیله تقسیم شدند که قدرتمندترین آنها در زمان سلسله مینگ، قبیله جورچن جیانگژو نام داشت که در اطراف کوه‌های چانگ بای زندگی می‌کردند. به منظور حمله و سرکوب سلسله یوان شمالی، امپراتور هونگ‌وو، سپاهیان مینگ را برای به دست آوردن کنترل قبایل جورچن در منچوری فرستاد. دولت مینگ جورچن‌های جیانگژو را به سه وی (یک زیربخش نظامی در دوران سلسله مینگ) تقسیم کرد که در مجموع به عنوان «سه وی جیانگژو» شناخته می‌شدند. رهبران قبایل جورچن معمولاً به عنوان فرماندهان وی انتخاب می‌شدند.
قبایل شمالی جورچن با نام جورچن‌ها وحشی در آن زمان قوی بوده و به جورچن‌های جیانگژو حمله کردند؛ در نتیجه این حمله‌ها منگتمو، فرمانده جیانگژو وی به‌دست جورچن‌های وحشی کشته شد. خانواده‌های جورچن جیانگژو به این دلیل مجبور شدند به سمت جنوب کوچ کنند که باعث شد در هتو آلا مستقر شوند.

### تأسیس خانات
نورهاچی رهبر جورچن‌های جیانگژو در اصل خود را به‌عنوان یک فرد وفادار به امپراتوری مینگ می‌شناخت و رسماً خود را نگهبان مرزهای مینگ و نماینده محلی قدرت دربار مینگ می‌دانست، او مدتی پس از این که توسط دربار مینگ مشروعیت گرفت سعی کرد تا اتحاد جورچن‌های ساکن در منچوری را در آغاز قرن هفدهم آغاز کند. او «هشت بیرق» که شامل واحدهای نظامی و اجتماعی می‌شدند را سازماندهی کرد که شامل افرادی از اقوام مختلف منجمله جورچن، چینی هان و مغول بود. نورهاچی طوایف جورچن را به صورت یک نهاد واحد تشکیل داد (که در سال ۱۶۳۵ توسط هونگ تایجی به «منچو» تغییر نام داد) و تأسیس دودمان جدیدی را به نام «جین» (یا «جین بزرگ») در سال ۱۶۱۶ اعلام کرد. سپس به عنوان خان این دودمان حکومت خود را آغاز نمود.

### گسترش
مدتی پس از تأسیس دودمان جین بعدی، نورهاچی به علت طرفداری و مداخله در امور قبایل جورچن، روابطی خصمانه ای نسبت به مینگ اتخاذ کرد. در سال ۱۶۱۸، او هفت شکایت خود را اعلام کرد (نادان آمبا کورو؛ 七大恨) که عملاً به دودمان مینگ اعلام جنگ کرد. او فوشون، چینگ‌هه (清河)و شهرهای دیگر ناحیه غربی منچوری را گشود. مرگ معاون فرماندار منچوری، مینگ ژانگ چنگ‌ین (張承蔭) در نبرد فوشون، دربار مینگ را حیرت‌زده کرد. در سال ۱۶۱۹، نورهاچی در تلاش برای تحریک امپراتوری به قبایل یی هه (葉赫) حمله کرد. مینگ با اعزام نیروهای باروتی به رهبری کمیسر نظامی یانگ هائو از طریق چهار مسیر برای محاصره هتو آلا پایتخت جین پاسخ داد. در یک سری از نبردهای زمستانی که مجموعاً به عنوان نبرد سرهو نورهاچی شناخته می‌شوند، سه ارتش از چهار ارتش مینگ شکست خورد و بازماندگان و چهارمین ارتش مجبور به عقب‌نشینی بی نظم شدند. این امر باعث شد که حوزه قدرت جین متأخر در کل قسمت شرقی لیائودونگ گسترش یابد. نورهاچی پس از این پیروزی دربار خود را از هتوالا به لیاویانگ منتقل کرد که شهری بزرگتر و مستحکم تر بود و دسترسی اورا به منابع نظامی و تسلط بر نواحی افزایش می‌داد و همچنین کشور را در تماس نزدیک با قلمروهای مغول خورچین (دست نشانده جین) در دشت‌های مغولستان قرار داد. اگرچه در این زمان، ملت مغول که زمانی متحد شده بود، مدتها بود که به قبایل فردی و متخاصم تقسیم شده بود، اما این قبایل همچنان یک تهدید امنیتی جدی برای مرزهای مینگ بودند. سیاست نورهاچی در قبال خورچین‌ها (یک قبیله مغول) این بود که به دنبال دوستی و همکاری آنها علیه مینگ‌ها باشد و مرزهای غربی خود را از یک دشمن بالقوه قدرتمند محافظت کند.
اما سلسله موفقیت‌های نظامی ناگسستنی نورهاچی در ژانویه ۱۶۲۶ به پایان رسید، زمانی که او در حین محاصره نینگ‌یوان توسط یوان چون‌گوان ژنرال ارشد مینگ شکست خورد. او چند ماه بعد درگذشت و هشتمین پسرش، هونگ تایجی، جانشین او شد که پس از یک دوره مبارزه سیاسی کوتاه در میان سایر رقبای فرمانروایی به عنوان خان جدید به تخت نشت.
اگرچه هونگ تایجی در دوره جانشینی یک رهبر باتجربه و فرمانده دو بنر بود، ولی سلطنت او در جبهه نظامی به خوبی آغاز نشد. جورچن‌ها در سال ۱۶۲۷ شکست دیگری از یوان چون‌گوان متحمل شدند. مانند قبل، این شکست تا حدی به خاطر توپ‌های تازه به دست آمده پرتغالی مینگ بود. هونگ تایجی در سال ۱۶۳۴ برای جبران تفاوت‌های فنی و عددی خود، سپاه توپخانه خود را به نام یوجین کوها (به چینی: 重軍) از میان نیروهای چینی هان تحت اختیار خود که توپ‌های خود را با کمک مهندسان نظامی چینی فراری از مینگ ساختند، ایجاد کرد.
یکی از رویدادهای تعیین‌کننده سلطنت هونگ تایجی، اتخاذ نام رسمی «منچو» (满洲) برای مردم متحد جورچن در نوامبر ۱۶۳۵ بود و بعد در سال ۱۶۳۵، متحدان مغول منچوها به‌طور کامل در یک سلسله مراتب جداگانه هشت بیرق تحت فرمان مستقیم منچو گنجانده شدند. هونگ تایجی قلمرو شمال گذرگاه شانهای را که توسط سلسله مینگ و لیگدان خان حاکم یوان شمالی در مغولستان داخلی اداره می‌شد را فتح کرد.
در آوریل ۱۶۳۶، اشراف مغول در مغولستان داخلی، اشراف منچو، و چینی‌های هان، یک شورای قورولتای را در شن‌یانگ برگزار کردند و هونگ تایجی را به عنوان امپراتور دودمان چینگ بزرگ برگزیدند. یکی از مهرهای سلطنتی یشم دودمان یوان نیز توسط برادر هونگ تایجی، دروگون در حین کنکاش قبایل مغول پیدا شد که به هونگ تایجی تقدیم شد که لقب امپراتور مغولی (بوگد سیسن خان) را برای او به ارمغان آورد. هنگامی که اعلام گشت که مهر دودمان یوان اژه‌ای خان به او اهدا شده، هونگ تایجی نام ایالت خود را از «جین» به «چینگ بزرگ» تغییر داد و موقعیت خود را از خان به امپراتور ارتقا داد، که نشان دهنده جاه طلبی‌های او فراتر از متحد کردن قبایل منچو است و پایان رسمی دوره جین پسین را اعلام کرد.

### عواقب
به دنبال آن دو بیرق برای قوم هان در سال ۱۶۳۷ ایجاد شد (در سال ۱۶۴۲ به هشت عدد افزایش یافت). این اصلاحات نظامی با رهبری هونگ تایجی او را قادر ساخت تا نیروهای مینگ را در یک دوره نبرد از سال ۱۶۴۰ تا ۱۶۴۲ برای قلمروهای سونگشان و جینژو شکست دهد. این پیروزی نهایی منجر به تسلیم شدن بسیاری از سربازان سلسله مینگ شد. مدتی بعد با مرگ یوان چون‌گوان به دست امپراتور چونگ‌جن (که به اشتباه فکر می‌کرد یوان چون‌گوان به او خیانت کرده است) و همچنین عقب‌نشینی کامل و دائمی نیروهای باقی‌مانده مینگ در شمال دیوار بزرگ، قدرت هونگ تایجی تثبیت شد.
با این حال هونگ تایجی به‌طور ناگهانی در سپتامبر ۱۶۴۳ بدون وارث تعیین شده درگذشت. پسر پنج ساله او، فولین، به عنوان امپراتور شونژی منصوب شد و برادر ناتنی هونگ تایجی، دروگون، به عنوان نایب السلطنه و رهبر واقعی سلسله چینگ برگزیده شد.
در سال ۱۶۴۴، نیروهای دودمان شون به رهبری لی زیچنگ، پایتخت مینگ، پکن را تصرف کردند و دودمان مینگ سقوط کرد. با این حال، چینگ پس از مدت کوتاهی نیروهای لی زیچنگ را شکست داد و دودمان شون را نابود کرد. این به این خاطر بودکه فرمانده ارشد مینگ وو سانگوئی از خدمت به نیروهای شون امتناع کرد. و در عوض با چینگ ائتلاف کرد و گذرگاه شانهای را به روی ارتش‌های هشت بیرق به رهبری دروگون گشود که لی زیچنگ و شورشیان شون را در نبرد شانهای شکست دادند و پایتخت را تصرف کردند. ژانگ شیان ژونگ و شاهزادگان خانواده امپراتوری مینگ تحت کنترل جنوب چین به عنوان مینگ جنوبی باقی ماندند که درسال ۱۶۶۲ سقوط کرد، مدتی بعد دودمان چینگ در سال ۱۶۸۳ نهایتاً کنترل قلمروهای پادشاهی تانگینگ (بازمانده ارتش مینگ) را نیز به دست گرفت. که نشان دهنده تسلط چینگ بر سرتاسر چین بود.

## نگارخانه

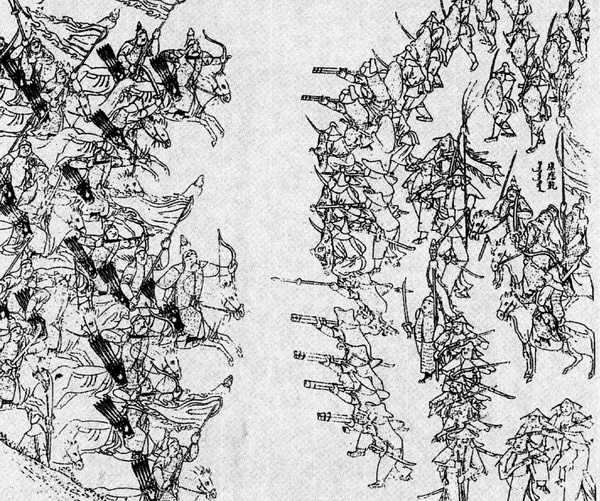
نبرد سرهو میان دودمان مینگ، چوسان و جین پسین

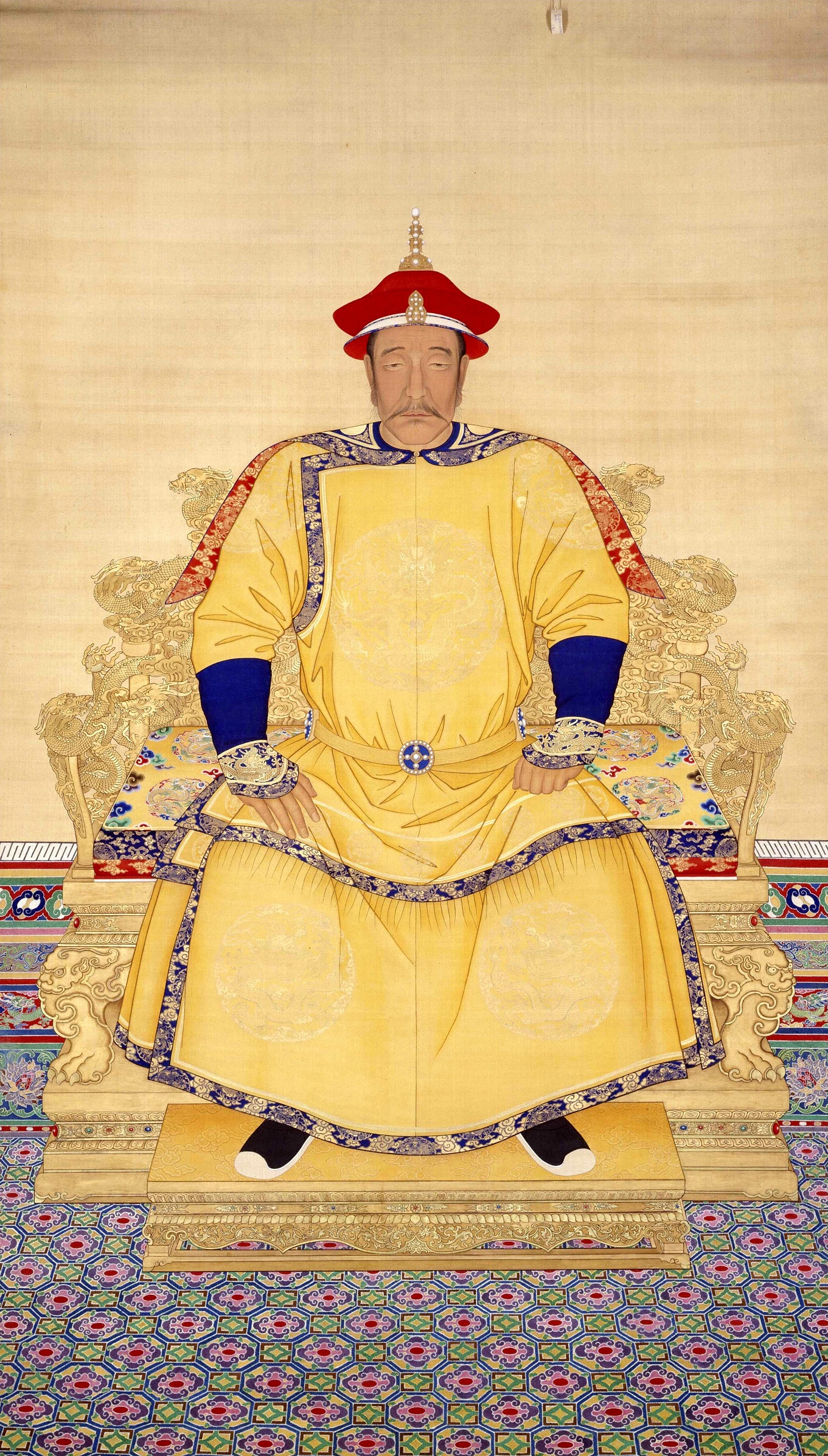
نورهاچی مؤسس دودمان جین پسین

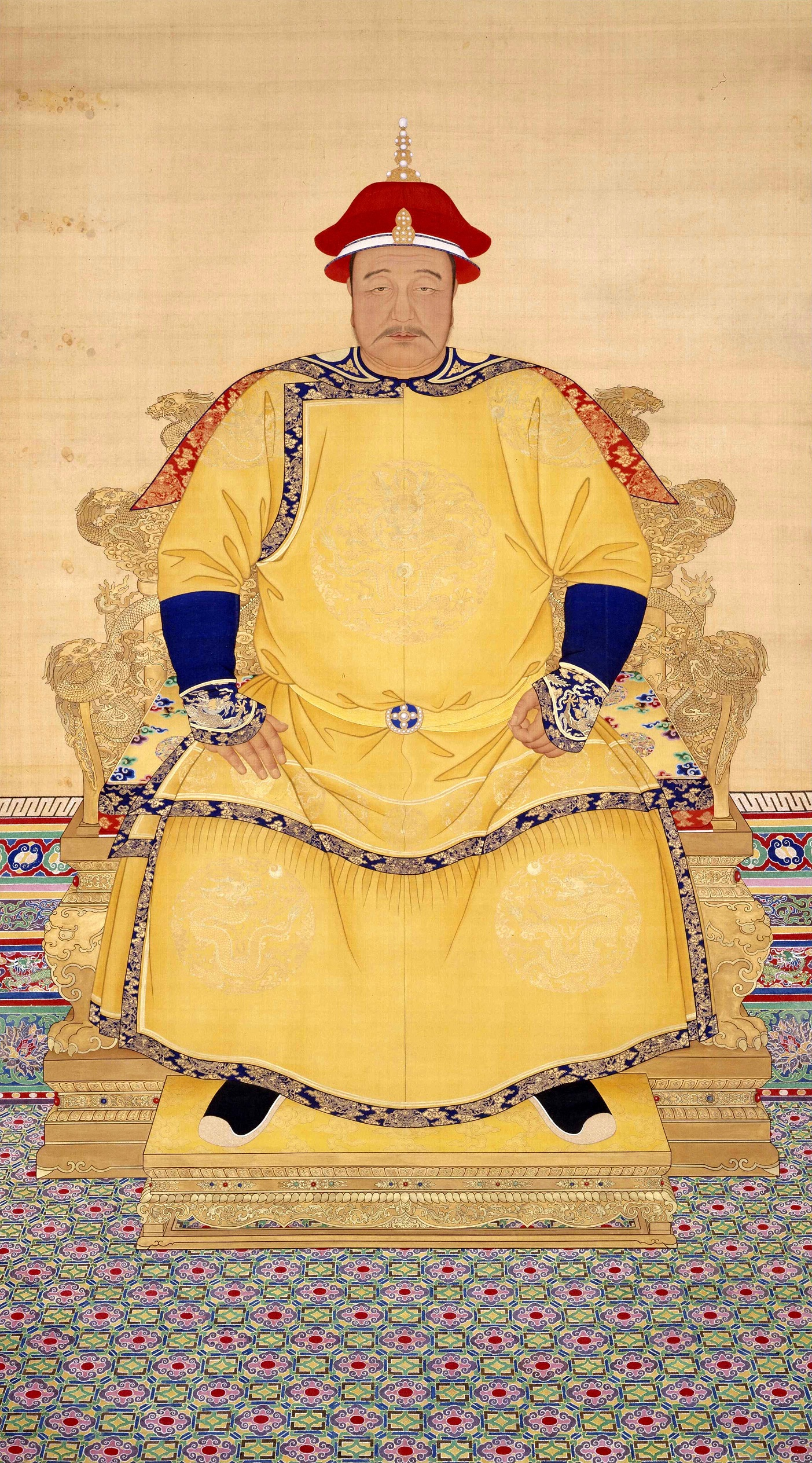
امپراتور هونگ تایجی دومین خان دودمان جین پسین و سپس بنیان‌گذار و نخستین امپراتور دودمان چینگ

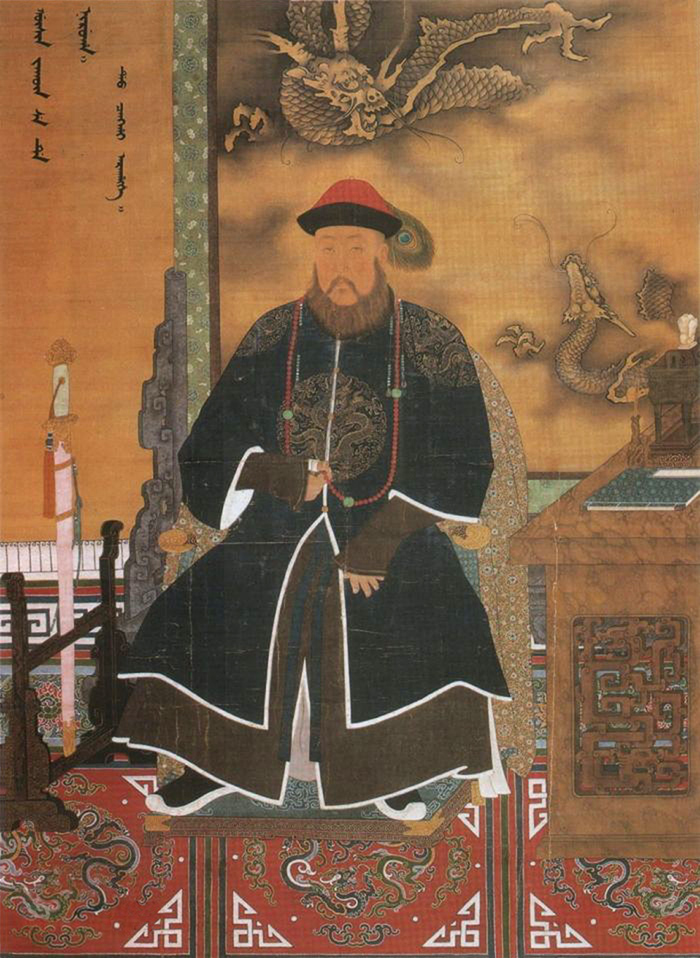
دروگون نایب‌السلطنه دودمان چینگ و شاهزاده روئی